# Liste der Biografien/Sill
Liste der Biografien |
Portal Biografien |
Personensuche
# |
A |
B |
C |
D |
E |
F |
G |
H |
I |
J |
K |
L |
M |
N |
O |
P |
Q |
R |
S |
T |
U |
V |
W |
X |
Y |
Z |
?
 
Sa |
Sb |
Sc |
Sd |
Se |
Sf |
Sg |
Sh |
Si |
Sj |
Sk |
Sl |
Sm |
Sn |
So |
Sp |
Sq |
Sr |
Ss |
St |
Su |
Sv |
Sw |
Sy |
Sz
 
Sia |
Sib |
Sic |
Sid |
Sie |
Sif |
Sig |
Sih |
Sii |
Sij |
Sik |
Sil |
Sim |
Sin |
Sio |
Sip |
Siq |
Sir |
Sis |
Sit |
Siu |
Siv |
Siw |
Six |
Siy |
Siz
 
Sila |
Silb |
Silc |
Sild |
Sile |
Silf |
Silg |
Silh |
Sili |
Silj |
Silk |
Sill |
Silm |
Siln |
Silo |
Silp |
Sils |
Silt |
Silu |
Silv |
Silw |
Silz
Die Liste der Biografien führt alle Personen auf, die in der deutschsprachigen Wikipedia einen Artikel haben. Dieses ist eine Teilliste mit 99 Einträgen von Personen, deren Namen mit den Buchstaben „Sill“ beginnt.

## Sill
- Sill, Bernhard (* 1955), deutscher römisch-katholischer Theologe
- Sill, George G. (1829–1907), US-amerikanischer Jurist und Politiker
- Sill, Hans-Dieter (* 1950), deutscher Mathematikdidaktiker und Hochschullehrer
- Sill, Judee (1944–1979), US-amerikanische Sängerin und Songschreiberin
- Sill, Kelly (1952–2022), US-amerikanischer Jazzmusiker (Kontrabass)
- Sill, Otto (1906–1984), deutscher Bauingenieur
- Sill, Otto (1908–1985), deutscher Jazzmusiker und Fotograf
- Sill, Simone (* 1999), österreichische Basketballspielerin
- Sill, Thomas Hale (1783–1856), US-amerikanischer Politiker
- Sill, Zach (* 1988), kanadischer Eishockeyspieler

### Silla
- Silla (* 1984), deutscher Rapper
- Silla, Erich (1925–2002), österreichischer Politiker (FPÖ), Landtagsabgeordneter
- Silla, Felix (1937–2021), italienischer SchauspielerFelix Silla (1937–2021)

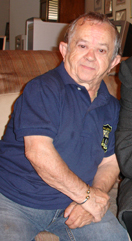
Felix Silla (1937–2021)

- Sillaber, Karl (1932–2022), österreichischer Architekt
- Sillach, Ismajil (* 1985), ukrainischer Boxer
- Sillack, Kurt (1911–2003), deutscher Maler
- Sillack, Manto (* 1974), deutscher Regisseur, Kameramann und Fotograf
- Sillah, Alhagie F. B., gambischer Politiker
- Sillah, Amie, gambische Politikerin, Journalistin und Frauenrechtlerin
- Sillah, Ebou (* 1980), gambischer Fußballspieler
- Sillah, Ebrima, gambischer Journalist und Politiker
- Sillah, Fatoumatta (* 2002), gambische Beachvolleyballspielerin
- Sillah, Jato (* 1962), gambischer Politiker
- Sillah, Mohamed (* 2002), sierra-leonischer Basketballspieler
- Sillah, Musa, gambischer Ökonom und Politiker
- Sillah, Musa A. K., gambischer Politiker
- Sillah, Ousman (* 1941), gambischer Fußballspieler, Fußballfunktionär und Rechtsanwalt
- Sillah, Ousman (* 1964), gambischer Politiker
- Sillai, László (1943–2007), ungarischer Ringer
- Sillak, Karl-Rudolf (1906–1974), estnischer Fußballspieler
- Sillamaa, Janika (* 1975), estnische Sängerin
- Sillandi, Aavo (1912–1983), estnischer Fußballspieler und Trainer
- Sillanpää, Frans Eemil (1888–1964), finnischer SchriftstellerFrans Eemil Sillanpää (1888–1964)

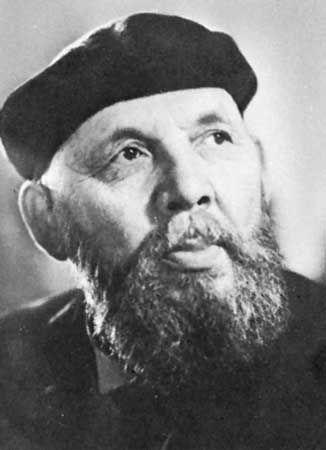
Frans Eemil Sillanpää (1888–1964)

- Sillanpää, Henri (* 1979), finnischer Fußballtorhüter
- Sillanpää, Jari (* 1965), schwedisch-finnischer Sänger
- Sillanpää, Miina (1866–1952), finnische Politikerin, Mitglied des Reichstags
- Sillanpää, Tommi (* 1978), finnischer Handballspieler
- Sillaots, Annika (* 1986), estnische Fußballspielerin
- Sillaots, Marta (1887–1969), estnische Schriftstellerin und Übersetzerin
- Sillapasak Phithakchai (* 1996), thailändischer Fußballspieler
- Sillars, Matthew (* 1987), neuseeländischer Straßenradrennfahrer
- Sillas, Karen (* 1963), US-amerikanische Schauspielerin
- Sillaste, Kertu (* 1973), estnische Illustratorin und Kinderbuch-Autorin
- Sillaste, Sandra (* 1999), estnische Skispringerin
- Sillaste-Elling, Kyllike (* 1971), estnische Diplomatin

### Sille
- Sille, Müzahir (1931–2016), türkischer Ringer und Olympiasieger
- Sille, Tamás (* 1969), slowakisch-ungarischer Eishockeyspieler
- Sillekens, Gabriel (1911–1981), niederländischer Ordensgeistlicher, römisch-katholischer Bischof von Ketapang
- Sillem, August (1896–1980), deutscher Richter am Bundesfinanzhof
- Sillem, Carl (1802–1876), deutscher Kaufmann
- Sillem, Garlieb (1676–1732), Hamburger Bürgermeister
- Sillem, Helwig (1653–1714), deutscher Jurist und Hamburger Ratsherr
- Sillem, Henrik (1866–1907), niederländischer Sportschütze
- Sillem, Hieronymus (1648–1710), Ratsherr in Hamburg
- Sillem, Hieronymus (1768–1833), niederländischer Kaufmann
- Sillem, Hinrich († 1615), deutscher Kaufmann und Hamburger Ratsherr
- Sillem, Joachim (1691–1737), deutscher Jurist und Hamburger Ratsherr
- Sillem, Martin Garlieb (1769–1835), deutscher Kaufmann und Hamburger Bürgermeister (1829–1835)
- Sillén, Oskar (1883–1965), schwedischer Ökonom, Professor für Betriebswirtschaftslehre
- Siller, Franz (1893–1924), österreichischer Pionier der Wiener Kleingartenbewegung
- Siller, Friedrich (1873–1942), deutscher Politiker (WP), MdR
- Siller, Hermann Pius (* 1929), deutscher römisch-katholischer Theologe
- Siller, Morag (1969–2016), britische Schauspielerin, Voice-over-Künstlerin und Radio-Präsentatorin
- Siller, Paul (1866–1950), deutscher Beamter und Reichskommissar
- Siller, Robert (* 1881), deutscher Reichsgerichtsrat
- Siller, Sebastian (* 1989), österreichischer Fußballspieler und -trainerSebastian Siller (* 1989)

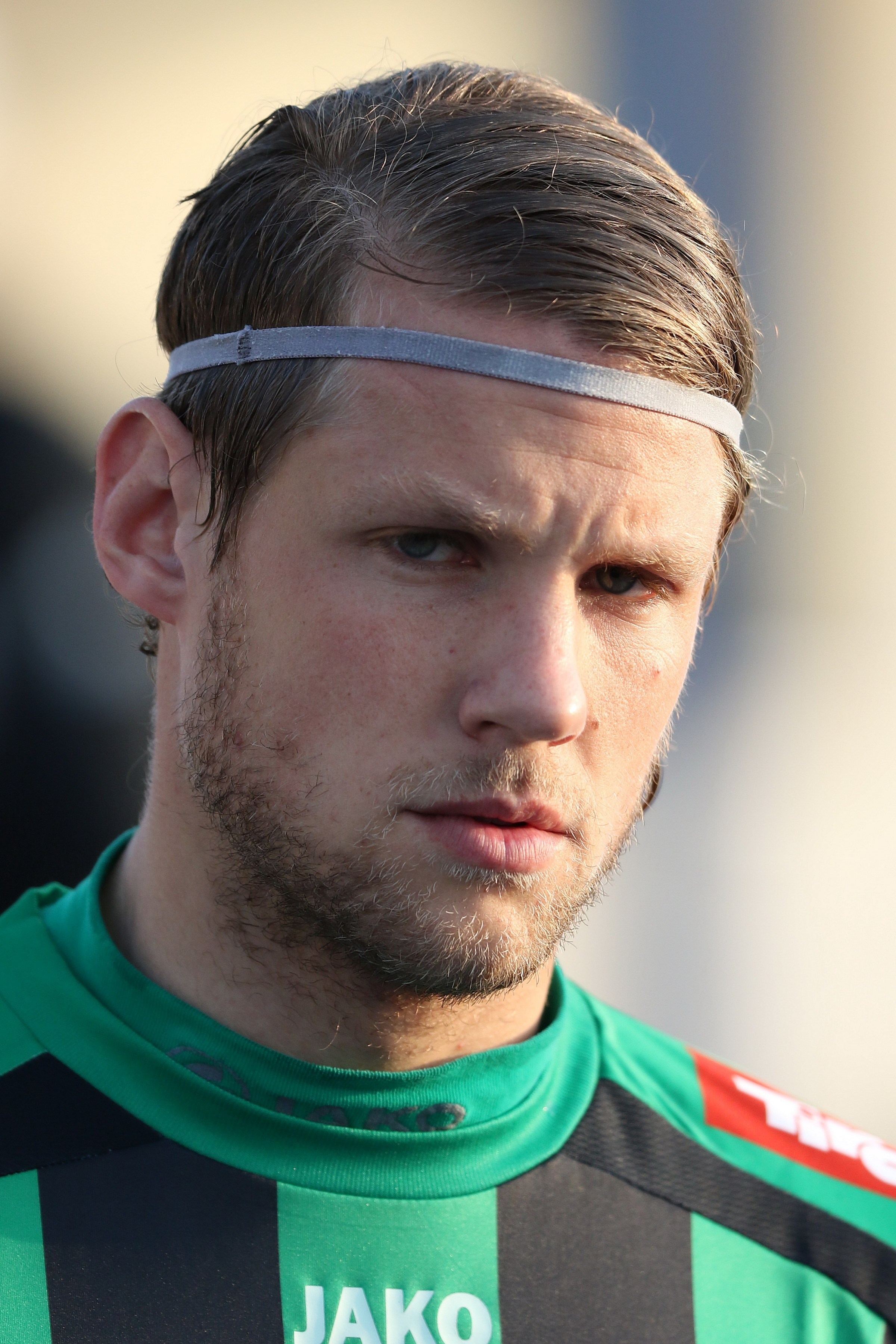
Sebastian Siller (* 1989)

- Siller, Senta Maria Anna (* 1935), deutsche Designerin, Kalligrafin, Unternehmerin, Organisatorin und Projektinitiatorin
- Siller, Stefan (* 1950), deutscher Journalist und Radiomoderator
- Sillère, Sophie (* 1965), Schweizer Fussballspielerin
- Sillerman, Robert F. X. (1948–2019), US-amerikanischer Geschäftsmann und Medienunternehmer
- Sillero-Zubiri, Claudio (* 1960), argentinischer Mammaloge und Naturschützer
- Sillescu, Hans (1936–2023), deutscher Chemiker (Physikalische Chemie) und Hochschullehrer
- Sillett, Peter (1933–1998), englischer Fußballspieler

### Sillg
- Sillge, Ursula (* 1946), ostdeutsche Kulturwissenschaftlerin und lesbische Aktivistin

### Silli
- Sillib, Rudolf (1869–1946), deutscher Bibliothekar und Landeshistoriker
- Sillier, Otto (1857–1925), deutscher Gewerkschaftsvorsitzender und Vorsitzender einer internationalen Gewerkschaftsorganisation
- Sillig, Johann Gottfried (1734–1792), deutscher evangelisch-lutherischer Geistlicher
- Sillig, Julius (1801–1855), deutscher Klassischer Philologe und Gymnasiallehrer
- Sillig, Max (1873–1959), Schweizer Eishockeyspieler und -funktionär
- Sillig, Olivier (* 1951), Schweizer Psychologe, Filmemacher und Autor
- Silliman, Benjamin (1779–1864), US-amerikanischer Naturforscher
- Silliman, Gold Selleck (1732–1790), amerikanischer Jurist und General
- Silliman, Lynn (* 1959), US-amerikanische Ruderin
- Sillinger, Cole (* 2003), kanadischer Eishockeyspieler
- Sillinger, Mike (* 1971), kanadischer Eishockeyspieler
- Silliphant, Stirling (1918–1996), US-amerikanischer Drehbuchautor, Filmproduzent und Filmregisseur
- Sillitoe, Alan (1928–2010), britischer SchriftstellerAlan Sillitoe (1928–2010)

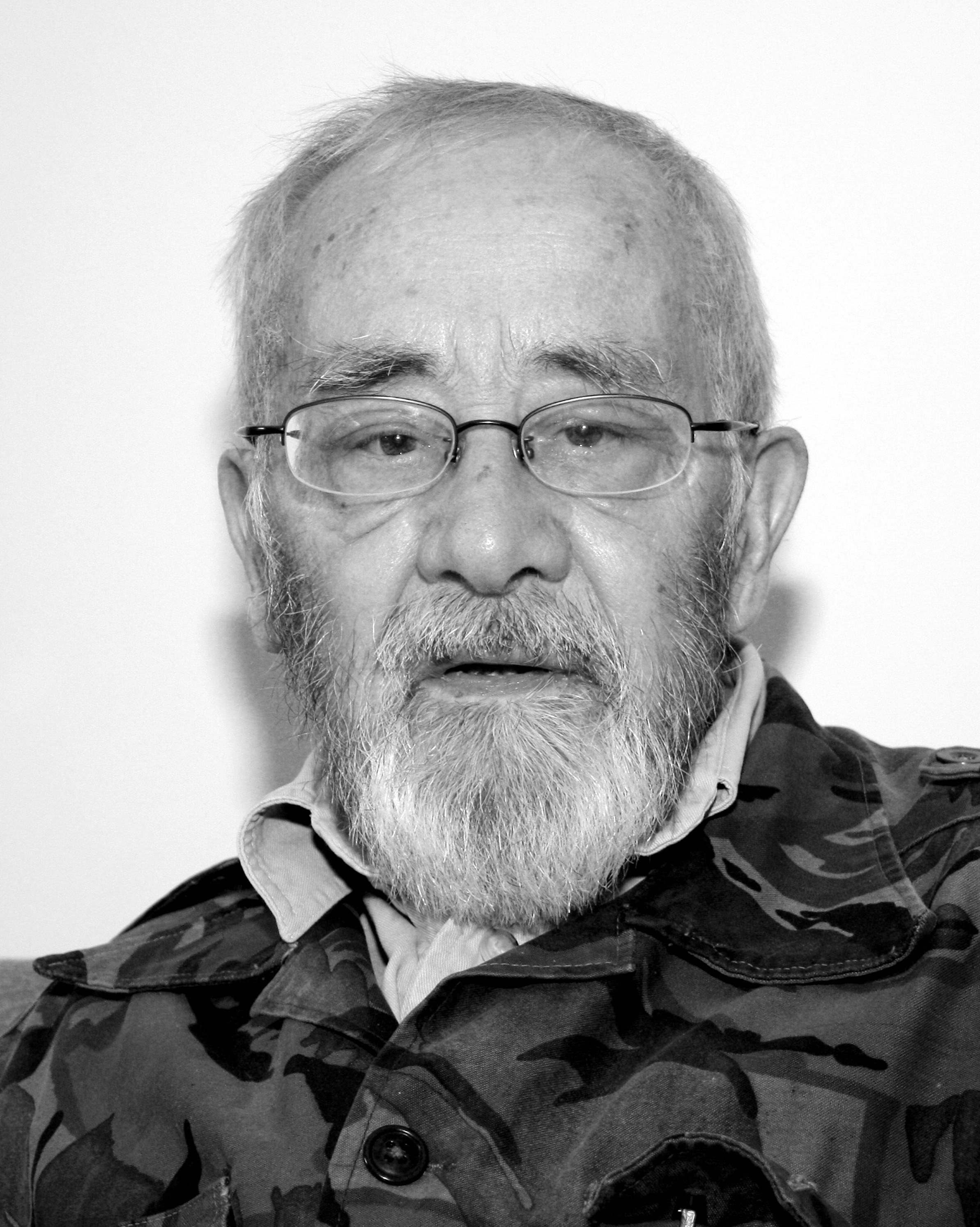
Alan Sillitoe (1928–2010)

- Sillitoe, Nick (* 1971), englischer DJ, Jazzmusiker und Komponist

### Sillm
- Sillman, Amy (* 1955), US-amerikanische Malerin
- Sillman, Miia (* 1995), finnische Siebenkämpferin
- Sillmann, Jana (* 1978), deutsche Geoökologin und Klimatologin

### Sillo
- Sillo, Jan (1976–2009), südafrikanischer Fußballspieler
- Sillon, Theo (* 1998), französischer Telemarker
- Sillon, Victor (1927–2021), französischer Leichtathlet
- Silloway, Ward (1909–1965), US-amerikanischer Jazzmusiker (Posaune, auch Gesang)

### Sills
- Sills, Beverly (1929–2007), US-amerikanische Opernsängerin (Sopran)
- Sills, François (* 1964), deutsch-kanadischer Eishockeyspieler
- Sills, Milton (1882–1930), US-amerikanischer Stummfilmschauspieler und Hochschullehrer

### Silly
- Silly, Gaylord (* 1986), französisch-sychellischer Langstreckenläufer